# هم‌نوا (آلبوم)
 همنوا نام یک آلبوم موسیقی اثر  عبدالحسین مختاباد، هنرمند ایرانی است که در سبک  سنتی تهیه شده و دارای ۸ آهنگ است. 

## فهرست آهنگ‌ها
| ردیف | آهنگ                |
| ۱    | تصنیف همنوا         |
| ۲    | ساز و آواز          |
| ۳    | تصنیف نو بهار عشق   |
| ۴    | تصنیف لاله صبح بهار |
| ۵    | ساز و آواز          |
| ۶    | تصنیف لاله صبح بهار |
| ۷    | تصنیف ماجرای دل     |
| ۸    | تصنیف سرگشته        |